# St. Katharina (Probsteierhagen)

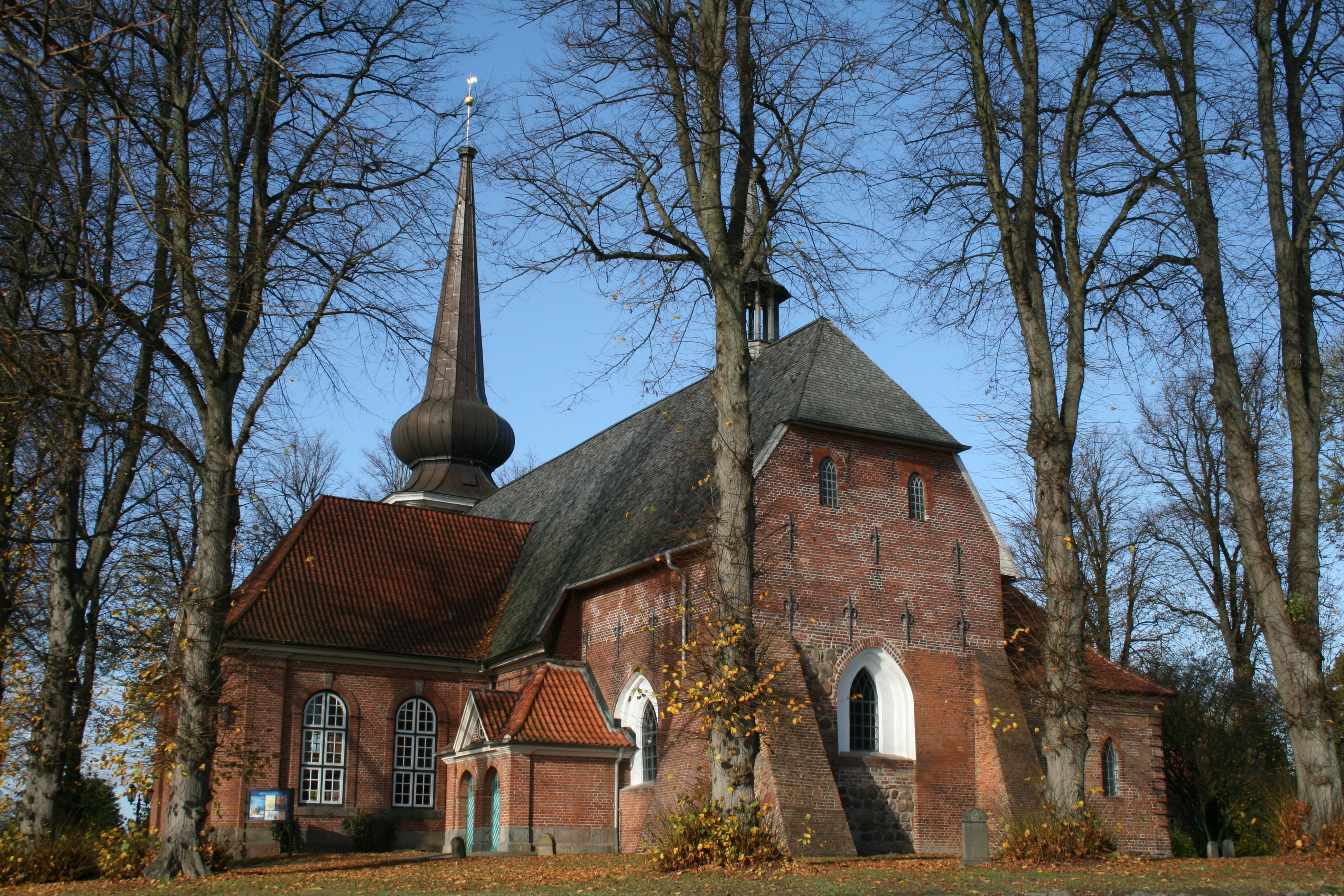
St. Katharina in Probsteierhagen

Die evangelisch-lutherische Kirche St. Katharina in Probsteierhagen, einer Gemeinde im Kreis Plön in Schleswig-Holstein, ist eine Feldsteinkirche aus dem 13. Jahrhundert, die im 18. Jahrhundert ihre jetzige Gestalt erhielt. Die Kirchengemeinde gehört zum Kirchenkreis Plön-Segeberg der Evangelisch-Lutherischen Kirche in Norddeutschland. Sie  ist ein geschütztes Kulturdenkmal mit der Objekt-ID 4124 im Denkmalschutzgesetz.

## Geschichte
Das Kirchdorf Propsteierhagen ist erstmals im Verzeichnis der Kirchen und Klöster des Bistums Lübeck von 1259 unter dem damaligen Namen Indago erwähnt. Die schlichte Feldsteinkirche mit dem Patrozinium der Katharina von Alexandrien war zu diesem Zeitpunkt bereits errichtet. Wie die gesamte Probstei unterstand die Kirche dem Kloster Preetz.
Nach der Reformation unterstand das Kirchspiel dem Kirchenpatronat des Herren von Gut Hagen. Das Wappen der Herren von Pogwisch, den Gutsherren von 1534 bis 1646, findet sich mehrmals in der Kirche. Anschließend gingen Gut und Patronat an die Familie Blome über.

## Beschreibung
Die Saalkirche aus dem 13. Jahrhundert bestand nur aus dem Kirchenschiff und dem eingezogenen, gerade geschlossenen Chor. 1624 wurde direkt an die Westwand ein hölzerner Glockenturm angebaut. Am Anfang des 18. Jahrhunderts ließen sich die Gutsherren einen gesonderten Eingang zu ihrer Loge an der Südwand anfügen.
1783–88 wurde die Kirche von Landesbaumeister Johann Adam Richter erweitert. An das Langhaus wurden nach Süden ein Querarm und nach Westen ein neuer Kirchturm als Ersatz für baufälligen Glockenturm angebaut, wobei der Glockenstuhl dendrochronologischen Untersuchungen zufolge übernommen wurde. Das Satteldach des Langhauses und der Krüppelwalm des Chors im Osten, aus dem sich über dem Chor ein Dachreiter erhebt, sind durchlaufend zusammengefasst. Die Kirche ist nach wie vor mit Holzschindeln gedeckt. An der Nordwand des Chores ist die Sakristei angebaut.
Der Innenraum des Langhauses ist mit einer Flachdecke überspannt. Den Chor versah der italienische Stuckateur Joseph Moggia um 1710 mit einer Stuckdecke. Der südliche Seitenflügel wurde 1952/53 unter Verwendung der Bauteile der bis dahin rechts vom Chorbogen gegenüber der Kanzel angebrachten Grafenloge zur Winterkirche umgebaut.

## Ausstattung
Ältestes Teil der Kirchenausstattung ist ein Taufbecken aus Bronze von 1457. Die Fünte wird von drei Trägerfiguren in Form von Diakonen getragen. In die Kuppa sind drei Reliefs eingegossen, die eine Kreuzigungsgruppe, Maria mit dem Jesuskind und die Kirchenpatronin Katharina von Alexandrien mit ihren Attributen Rad und Schwert zeigen. Die Inschrift am oberen Rand lautet ik bin ghe ghoten an sunte Katarinen ere do her johan kremer vas to den kerstenhaghen kerckhere ano dni m cccc LVII (= „Ich bin gegossen zu St. Katharinen Ehre, als Herr Johann Kremer in Kerstenhaghen – der damalige Ortsname –  Kirchherr – Ortspriester – war. Im Jahre des Herrn 1457“). Das Loch in den Engelsköpfen weisen darauf hin, dass das Taufbecken ursprünglich mit einem Deckel versehen war, um das Taufwasser vor Verunreinigungen zu schützen. 
1661 stiftete der Organist Bartram Daren eine Taufschale aus Messing, die auf das Becken aufgelegt werden kann. Sie war 1943 dem Thaulow-Museum in Kiel überlassen worden, wohl um der Ablieferung zu Rüstungszwecken zuvorzukommen. Nach Auslagerung der Museumsbestände zunächst verschollen, kehrte sie 2007 aus dem Landesmuseum für Kunst und Kulturgeschichte auf Schloss Gottorf nach Propsteierhagen zurück.

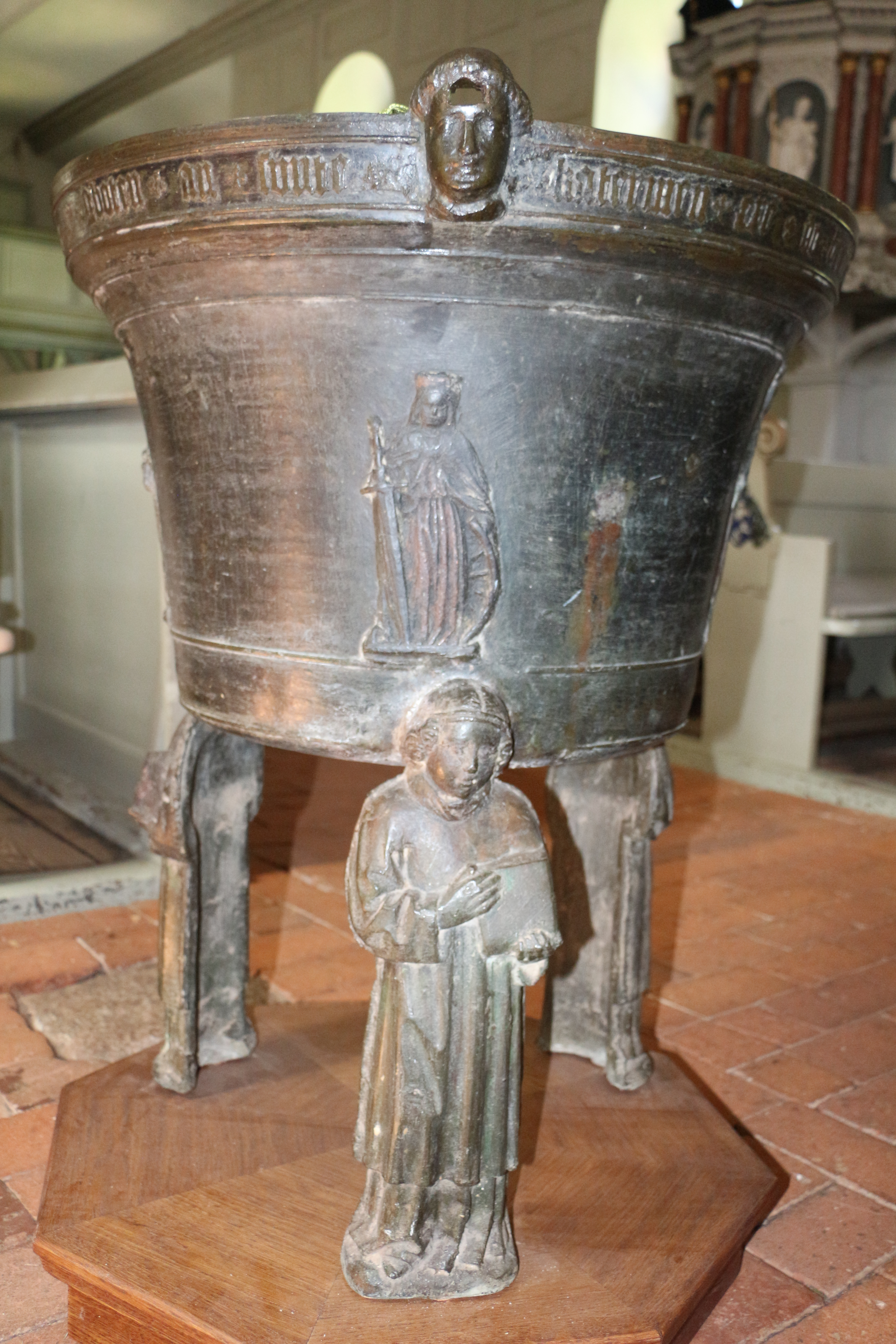
Bronzetaufbecken
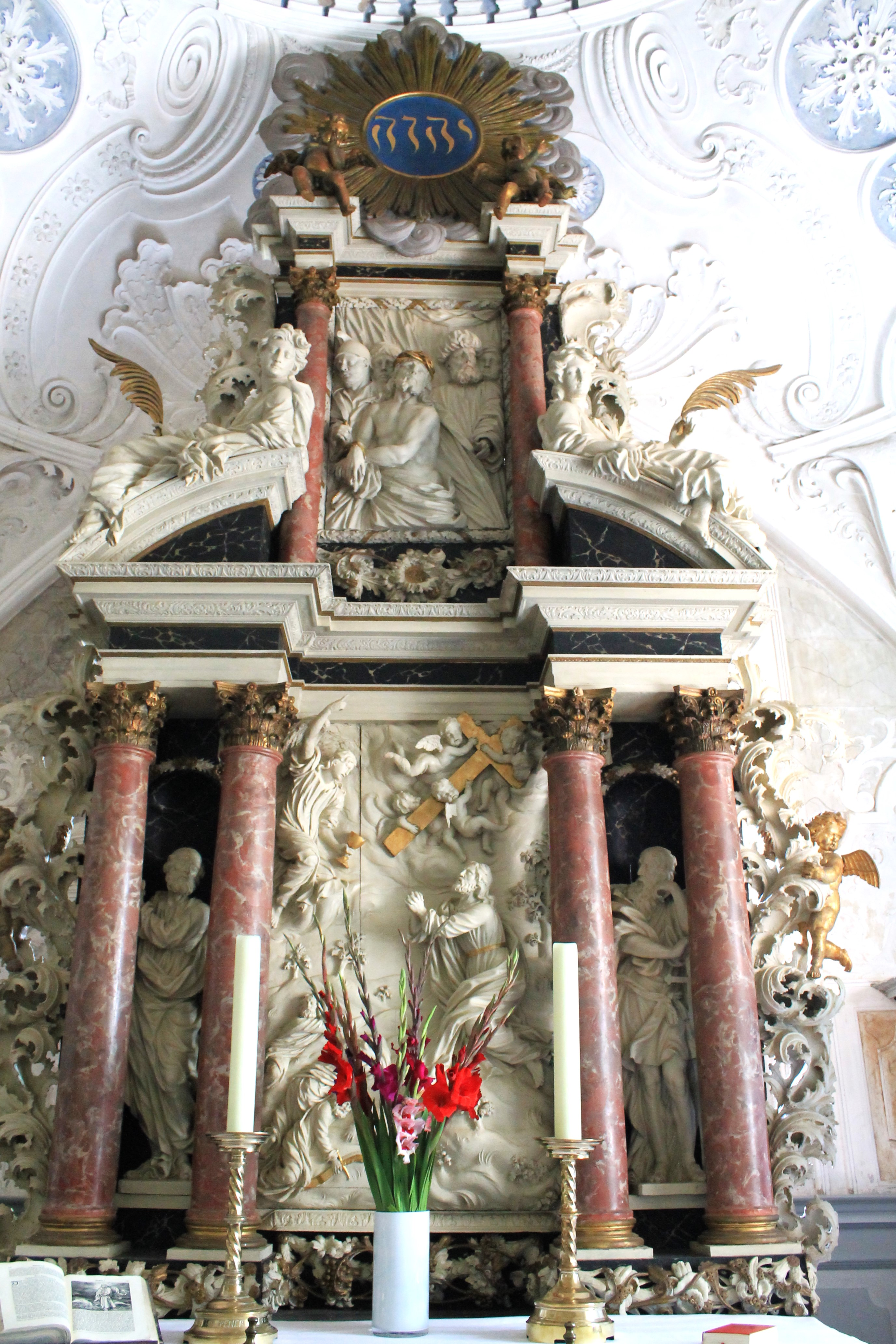
Altaraufsatz
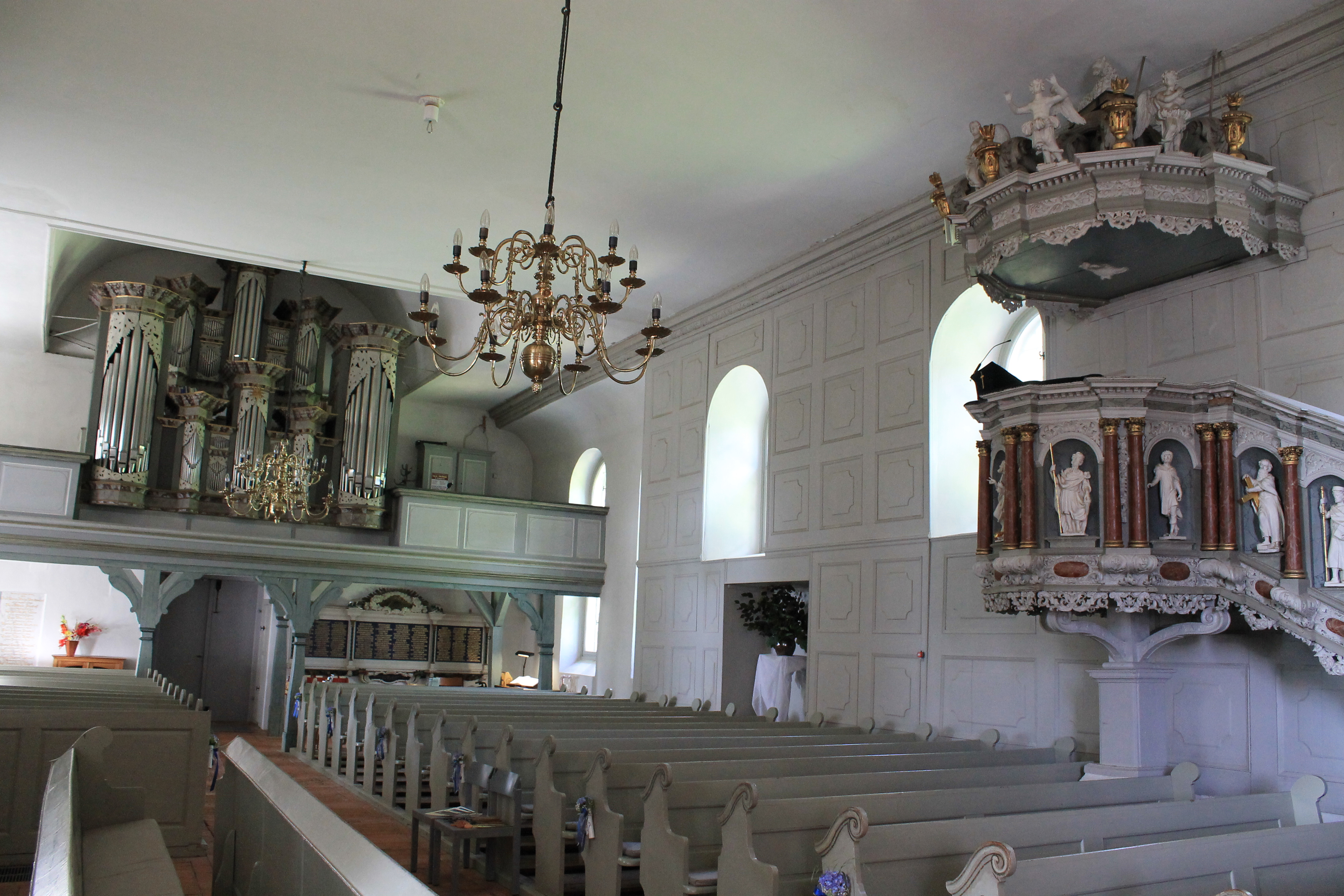
Orgel und Kanzel

Das geschnitzte spätbarocke Altarretabel in Form einer Ädikula wurde 1695–97 von Theodor Allers geschaffen. Die zweigeschossige Anlage zeigt im Hauptbild Jesus im Garten Gethsemane und darüber Ecce Homo, den leidenden Christus. Anders als das fast identische Retabel, das Allers zehn Jahre zuvor für die St.-Georg-und-Mauritius-Kirche in Flemhude schuf, wird das Hauptbild nicht von Tugenden gerahmt, sondern von Petrus und Paulus. Gekrönt wird das Retabel durch das Tetragramm, den hebräischen Gottesnamen, in einem Strahlenkranz.
Das Altargitter im Stil der Régence im Chorbogen stiftete 1722 der damalige Preetzer Klosterprobst und Gutsherr auf Hagen, Wulf Blome.
Die in der Mitte der Nordwand angebrachte Kanzel kam 1716 in die Kirche. Die schlichtere Kopie der Kanzel für die Kieler Nikolaikirche wurde möglicherweise noch von Allers selbst entworfen und nach dessen Tod 1704 von Catharina Dibbern vollendet. An der Brüstung des Korbs und der Treppe stehen Apostelfiguren, auf dem Schalldeckel Engel mit Leidenswerkzeugen zwischen Vasen. 
Eine Orgel ist bereits für 1623 belegt. Der erste namentlich bekannte Organist war von 1660 bis 1673 Bartram Daren, der Stifter der Taufschale. Das heutige Instrument auf der Empore wurde 1670 durch einen unbekannten Orgelbauer errichtet und mehrfach repariert und umgebaut. Sie hat 21 Register auf zwei Manualen und einem Pedal.